# Vasile Gheorghe
Vasile Gheorghe (sinh ngày 9 tháng 5 năm 1985 ở Brăila) là một cầu thủ bóng đá người România thi đấu ở vị trí tiền vệ cho Juventus București, theo dạng cho mượn từ Concordia Chiajna.